# Curling-Mixed-Europameisterschaft 2008
Die Curling-Mixed-Europameisterschaft 2008 fand vom 22. bis 27. September 2008 in Kitzbühel in Österreich statt.

## Teilnehmer
| Dänemark | Deutschland | England |
| --- | --- | --- |
| Skip: Joel Ostrowski Third: Camilla Jesnen Second: Soren Jensen Lead: Jeanne Ellegaard Alternate:                                                   | Skip: Rainer Schöpp Third: Andrea Schöpp Second: Sebastian Jacoby Lead: Mélanie Robillard Alternate: Helmar Erlewein Alternate: Monika Wagner                | Skip: Alan MacDougall Third: Lana Watson Second: Andrew Reed Lead: Suzie Law Alternate:                                                                         |
| Estland | Finnland | Frankreich |
| Skip: Andres Jakobson Third: Reet Taidre Second: Konstantin Dotsenko Lead: Küllike Ustav Alternate: Marcella Tammes Alternate: Leo Jakboson         | Skip: Jussi Uusipaavalniemi Third: Jaana Hämäläinen Second: Paavo Kuosmanen Lead: Kirsi Kaski Alternate: Minna Uusipaavalniemi Alternate:                    | Skip: Lionel Roux Third: Hélène Grieshaber Second: Xavier Bibollet Lead: Candice Santacru Alternate: Marion Renaud Alternate: Alain Contat                      |
| Irland | Italien | Lettland |
| Skip: John Kenny Third: Marie Teree O’Kane Second: Tony Tierney Lead: Gillian Drury Alternate:                                                      | Skip: Antonio Menardi Third: Giorgia Appollonio Second: Fabio Alverà Lead: Claudia Alverà Alternate: Massimo Antonelli Alternate: Lucrezia Salvai            | Skip: Ivateta Stasa-Sarsune Third: Roberts Krusts Second: Janis Klive Lead: Una Grava Germane Alternate:                                                        |
| Niederlande | Norwegen | Österreich |
| Skip: Margrietha Voskuilen Third: Jaap Veerman Second: Ester Romijn Lead: Erik Dijkstra Alternate:                                                  | Skip: Joakim Skogvold Third: André Alfsen Second: Gina Groseth Lead: Eli Moen Skaslien Alternate:                                                            | Skip: Markus Schagerl Third: Verena Hagenbuchner Second: Rainer Ammer Lead: Jasmin Seidl Alternate:                                                             |
| Polen | Russland | Schottland |
| Skip: Marta Szeliga-Frynia Third: Pawel Frynia Second: Marianna Das Lead: Arkadiusz Detyniecki Alternate: Katarzyna Wicik Alternate: Tomasz Korolko | Skip: Alexander Kirikov Third: Anna Sidorowa Second: Petr Dron Lead: Galina Arsenkina Alternate: Victor Kornev Alternate:                                    | Skip: Alan Smith Third: Gillian Howard Second: Dave Mundell Lead: Karen Strang Alternate:                                                                       |
| Schweiz | Schweden | Serbien |
| Skip: Christian Moser Third: Niki Goridis Second: Stephan Luder Lead: Michèle Moser Alternate: Oliver Wininger Alternate: E. Neuenschwander         | Skip: Niklas Edin Third: Anna Hasselborg Second: Eric Carlsén Lead: Sabina Kraupp Alternate:                                                                 | Skip: Darko Sovran Third: Olivera Momcilovic Second: Bojan Mijatovic Lead: Dara Gravara-Stojanovic Alternate: Radmila Panzalovic Alternate: Miodrag Kastratovic |
| Slowakei | Spanien | Tschechien |
| Skip: Rene Petko Third: Gabriela Kajanova Second: Milan Kajan Lead: Jana Janickova Alternate:                                                       | Skip: J. L. H. De Torres-Peralta Third: Martina Zurlohe Second: J. M. Rivera Cardierno Lead: Leticia Hinjosa De Torres Lead: Sergio De Miguel Lead: Ana Arce | Skip: Jiri Snitil Third: Hana Synackova Second: Martin Snitil Lead: Karolina Pilarová Alternate: Katerina Kobosilová Alternate: S. A. Frederiksen               |
| Ungarn | Wales | |
| Skip: György Nagy Third: Ildikó Szekeres Second: Zsombor Rokusfalvy Lead: Boglàrka Adam Alternate:                                                  | Skip: Adrian Meikle Third: Lesley Carol Second: Andrew Tanner Lead: Irene Murray Alternate: Chris Wells Alternate:                                           | |

## Round Robin

### Gruppe A
| Platz | Team       | Spiele | Siege | Ndlg. |
| ----- | ---------- | ------ | ----- | ----- |
| 01.   | Tschechien | 6      | 6     | 0     |
| 02.   | Schottland | 6      | 4     | 2     |
|       | Schweiz    | 6      | 4     | 2     |
| 04.   | Lettland   | 6      | 3     | 3     |
| 05.   | Frankreich | 6      | 2     | 4     |
| 06.   | Slowakei   | 6      | 1     | 5     |
|       | Wales      | 6      | 1     | 5     |

| Datum    | Zeit  | Begegnung               | Resultat |
| -------- | ----- | ----------------------- | -------- |
| 22. Sep. | 12:00 | Schweiz – Slowakei      | 8:4      |
|          |       | Schottland – Wales      | 9:4      |
|          |       | Lettland – Tschechien   | 4:9      |
|          | 18:00 | Tschechien – Wales      | 7:5      |
|          |       | Schweiz – Lettland      | 8:6      |
|          |       | Slowakei – Frankreich   | 5:4      |
| 23. Sep. | 09:00 | Frankreich – Lettland   | 4:5      |
|          |       | Wales – Schweiz         | 3:10     |
|          |       | Schottland – Tschechien | 5:6      |
|          | 15:30 | Wales – Frankreich      | 1:14     |
|          |       | Schottland – Schweiz    | 6:7      |

| Datum    | Zeit  | Begegnung               | Resultat |
| -------- | ----- | ----------------------- | -------- |
|          |       | Lettland – Slowakei     | 6:4      |
| 24. Sep. | 12:00 | Frankreich – Schottland | 1:9      |
|          |       | Slowakei – Wales        | 5:7      |
|          |       | Schweiz – Tschechien    | 4:5      |
|          | 19:00 | Slowakei – Schottland   | 3:7      |
|          |       | Tschechien – Frankreich | 8:4      |
|          |       | Wales – Lettland        | 4:6      |
| 25. Sep. | 09:00 | Frankreich – Schweiz    | 9:5      |
|          | 12:00 | Lettland – Schottland   | 2:10     |
|          |       | Tschechien – Slowakei   | 6:3      |

### Gruppe B
| Platz | Team        | Spiele | Siege | Ndlg. |
| ----- | ----------- | ------ | ----- | ----- |
| 01.   | Russland    | 7      | 7     | 0     |
| 02.   | Dänemark    | 7      | 6     | 1     |
| 03.   | Ungarn      | 7      | 5     | 2     |
| 04.   | England     | 7      | 4     | 3     |
| 05.   | Estland     | 7      | 2     | 5     |
|       | Niederlande | 7      | 2     | 5     |
|       | Spanien     | 7      | 2     | 5     |
| 08.   | Serbien     | 7      | 0     | 7     |

| Datum    | Zeit  | Begegnung             | Resultat |
| -------- | ----- | --------------------- | -------- |
| 22. Sep. | 09:00 | Dänemark – England    | 7:6      |
|          |       | Spanien – Estland     | 3:4      |
|          |       | Ungarn – Niederlande  | 7:3      |
|          |       | Russland – Serbien    | 13:2     |
|          | 15:00 | Niederlande – Serbien | 8:2      |
|          |       | Ungarn – Russland     | 5:8      |
|          |       | England – Estland     | 10:4     |
|          |       | Dänemark – Spanien    | 12:2     |
| 23. Sep. | 12:00 | Russland – Spanien    | 7:5      |
|          |       | Dänemark – Serbien    | 14:2     |
|          |       | England – Niederlande | 7:2      |
|          |       | Ungarn – Estland      | 7:2      |
|          | 19:00 | Dänemark – Ungarn     | 6:4      |
|          |       | Russland – England    | 7:5      |

| Datum    | Zeit  | Begegnung              | Resultat |
| -------- | ----- | ---------------------- | -------- |
|          |       | Serbien – Estland      | 2:14     |
|          |       | Niederlande – Spanien  | 4:7      |
| 24. Sep. | 09:00 | Estland – Niederlande  | 3:5      |
|          |       | Russland – Dänemark    | 11:3     |
|          |       | Spanien – Serbien      | 16:4     |
|          | 12:00 | Ungarn – England       | 8:3      |
|          | 15:30 | England – Spanien      | 14:0     |
|          |       | Niederlande – Russland | 2:8      |
|          |       | Serbien – Ungarn       | 1:13     |
|          |       | Estland – Dänemark     | 2:7      |
| 25. Sep. | 09:00 | Spanien – Ungarn       | 5:11     |
|          |       | Serbien – England      | 1:13     |
|          |       | Estland – Russland     | 2:12     |
|          | 12:00 | Niederlande – Dänemark | 4:8      |

### Gruppe C
| Platz | Team        | Spiele | Siege | Ndlg. |
| ----- | ----------- | ------ | ----- | ----- |
| 01.   | Schweden    | 7      | 7     | 0     |
| 02    | Deutschland | 7      | 5     | 2     |
| 03.   | Finnland    | 7      | 4     | 3     |
|       | Italien     | 7      | 4     | 3     |
|       | Österreich  | 7      | 4     | 3     |
| 06.   | Irland      | 7      | 2     | 5     |
| 07.   | Polen       | 7      | 1     | 6     |
|       | Norwegen    | 7      | 1     | 6     |

| Datum    | Zeit  | Begegnung                | Resultat |
| -------- | ----- | ------------------------ | -------- |
| 22. Sep. | 09:00 | Österreich – Finnland    | 5:8      |
|          |       | Deutschland – Irland     | 8:3      |
|          | 12:00 | Italien – Norwegen       | 7:2      |
|          |       | Polen – Schweden         | 2:5      |
|          | 15:00 | Finnland – Irland        | 6:8      |
|          |       | Österreich – Deutschland | 9:8      |
|          | 18:00 | Norwegen – Schweden      | 4:6      |
|          |       | Italien – Polen          | 5:4      |
| 23. Sep. | 09:00 | Italien – Irland         | 8:5      |
|          |       | Finnland – Norwegen      | 6:4      |
|          |       | Polen – Deutschland      | 1:5      |
|          | 12:00 | Österreich – Schweden    | 1:8      |
|          | 15:30 | Norwegen – Deutschland   | 2:11     |
|          |       | Polen – Finnland         | 6:7      |

| Datum    | Zeit  | Begegnung              | Resultat |
| -------- | ----- | ---------------------- | -------- |
|          | 19:00 | Schweden – Irland      | 6:5      |
|          |       | Österreich – Italien   | 3:7      |
| 24. Sep. | 09:00 | Italien – Finnland     | 5:6      |
|          |       | Irland – Norwegen      | 3:8      |
|          |       | Polen – Österreich     | 5:10     |
|          | 12:00 | Deutschland – Schweden | 5:8      |
|          | 15:30 | Irland – Österreich    | 4:9      |
|          |       | Norwegen – Polen       | 4:5      |
|          | 19:00 | Finnland – Deutschland | 4:5      |
|          |       | Schweden – Italien     | 5:2      |
| 25. Sep. | 09:00 | Norwegen – Österreich  | 5:8      |
|          |       | Schweden – Finnland    | 7:6      |
|          | 12:00 | Deutschland – Italien  | 7:6      |
|          |       | Irland – Polen         | 6:5      |

### Tie-Breaker
| Datum    | Zeit  | Begegnung            | Resultat |
| -------- | ----- | -------------------- | -------- |
| 25. Sep. | 17:00 | Schweiz – Schottland | 3:4      |

## Playoffs
Für die Playoffs wurde innerhalb der Gruppenzweiten und innerhalb der Gruppensieger eine Rangliste durch eine Draw Shot Challenge (DSC) erstellt.
Die Gruppenzweiten spielten zunächst um einen Platz im Halbfinale.
2.Gruppenzweiter gegen 3.Gruppenzweiter: 26. September, 09:00
| Team        | 1 | 2 | 3 | 4 | 5 | 6 | 7 | 8 | Total |
| Deutschland | 0 | 3 | 0 | 2 | 0 | 4 | 3 | x | 12    |
| Dänemark    | 4 | 0 | 3 | 0 | 1 | 0 | 0 | x | 8     |

1.Gruppenzweiter gegen Sieger 2/3.Gruppenzweiter: 26. September, 14:00
| Team        | 1 | 2 | 3 | 4 | 5 | 6 | 7 | 8 | Total |
| Schottland  | 0 | 1 | 0 | 0 | 0 | 0 | 2 | 0 | 3     |
| Deutschland | 2 | 0 | 1 | 0 | 1 | 1 | 0 | 1 | 6     |

Der Sieger aus der Qualifikation der Gruppenzweiten und die Gruppensieger bestritt das Halbfinale.

|  | Halbfinale | Halbfinale  | Halbfinale |  |  | Finale | Finale      | Finale |
|  |            |             |            |  |  |        |             |        |
|  |            |             |            |  |  |        |             |        |
|  |            | Schweden    | 1          |  |  |        |             |        |
|  |            | Deutschland | 7          |  |  |        |             |        |
|  |            |             |            |  |  | 4      | Deutschland | 5      |
|  |            |             |            |  |  | 2      | Tschechien  | 3      |
|  |            | Tschechien  | 8          |  |  |        |             |        |
|  |            | Russland    | 3          |  |  |        |             |        |
|  |            |             |            |  |  |        |             |        |

| Team        | 1 | 2 | 3 | 4 | 5 | 6 | 7 | 8 | Total |
| Deutschland | 0 | 3 | 1 | 1 | 1 | 1 | x | x | 7     |
| Schweden    | 1 | 0 | 0 | 0 | 0 | 0 | x | x | 1     |

| Team       | 1 | 2 | 3 | 4 | 5 | 6 | 7 | 8 | Total |
| Russland   | 0 | 2 | 0 | 1 | 0 | 0 | x | x | 3     |
| Tschechien | 3 | 0 | 1 | 0 | 3 | 1 | x | x | 7     |

| Team     | 1 | 2 | 3 | 4 | 5 | 6 | 7 | 8 | Total |
| Russland | 0 | 0 | 1 | 0 | 0 | 2 | 1 | 0 | 4     |
| Schweden | 2 | 0 | 0 | 0 | 3 | 0 | 0 | 1 | 6     |

| Team        | 1 | 2 | 3 | 4 | 5 | 6 | 7 | 8 | Total |
| Deutschland | 0 | 0 | 2 | 0 | 1 | 1 | 0 | 1 | 5     |
| Tschechien  | 0 | 1 | 0 | 1 | 0 | 0 | 1 | 0 | 3     |

| Platz | Land        |
| ----- | ----------- |
| 01    | Deutschland |
| 02    | Tschechien  |
| 03    | Schweden    |
| 04    | Russland    |
| 05    | Schottland  |
| 06    | Dänemark    |
| 07    | Schweiz     |
| 08    | Ungarn      |
| 09    | Italien     |
| 10    | England     |
| 11    | Finnland    |
| 12    | Lettland    |
| 13    | Spanien     |
| 14    | Frankreich  |
| 15    | Österreich  |
| 16    | Irland      |
| 17    | Estland     |
| 18    | Wales       |
| 19    | Polen       |
| 20    | Slowakei    |
| 21    | Niederlande |
| 22    | Norwegen    |
| 23    | Serbien     |